# Diócesis de Lübeck
La diócesis de Lübeck (en latín: Dioecesis Lubecensis y en alemán: Bistum Lübeck) fue una circunscripción eclesiástica de la Iglesia católica en Alemania. Fue suprimida de hecho el 5 de julio de 1586 al morir el último obispo confirmado por la Santa Sede. Se trataba de una diócesis latina, sufragánea de la arquidiócesis de Bremen. Además de su función episcopal, los obispos de Lübeck tenían poder temporal, ya que Lübeck era un principado eclesiástico dentro del Sacro Imperio Romano Germánico, el principado episcopal de Lübeck.

## Territorio y organización

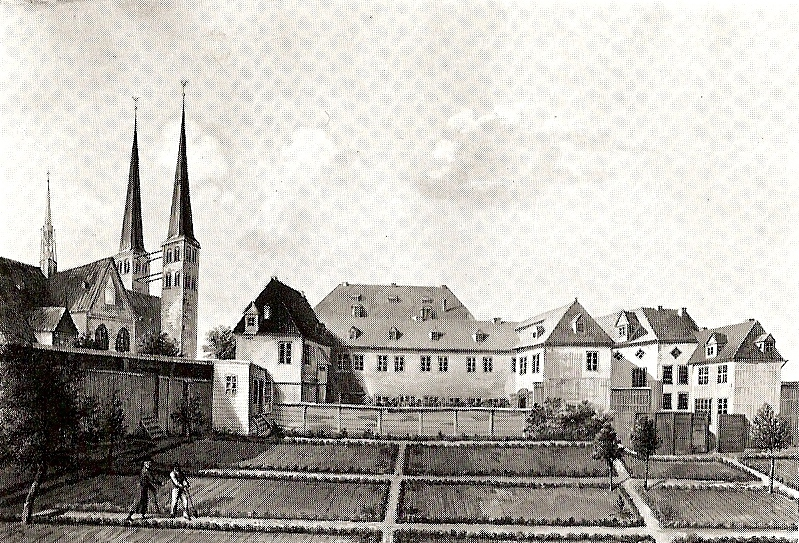
Palacio episcopal de Lübeck, construido por el obispo Heinrich Bockholt (1523-1535), en gouache del

La diócesis extendía su jurisdicción sobre los fieles católicos de rito latino residentes en la parte oriental del actual estado de Schleswig-Holstein. Limitaba con el mar Báltico, al sur con la diócesis de Ratzeburgo y al oeste con la arquidiócesis de Bremen. Desde el 24 de octubre de 1994 su territorio pertenece a la arquidiócesis de Hamburgo.

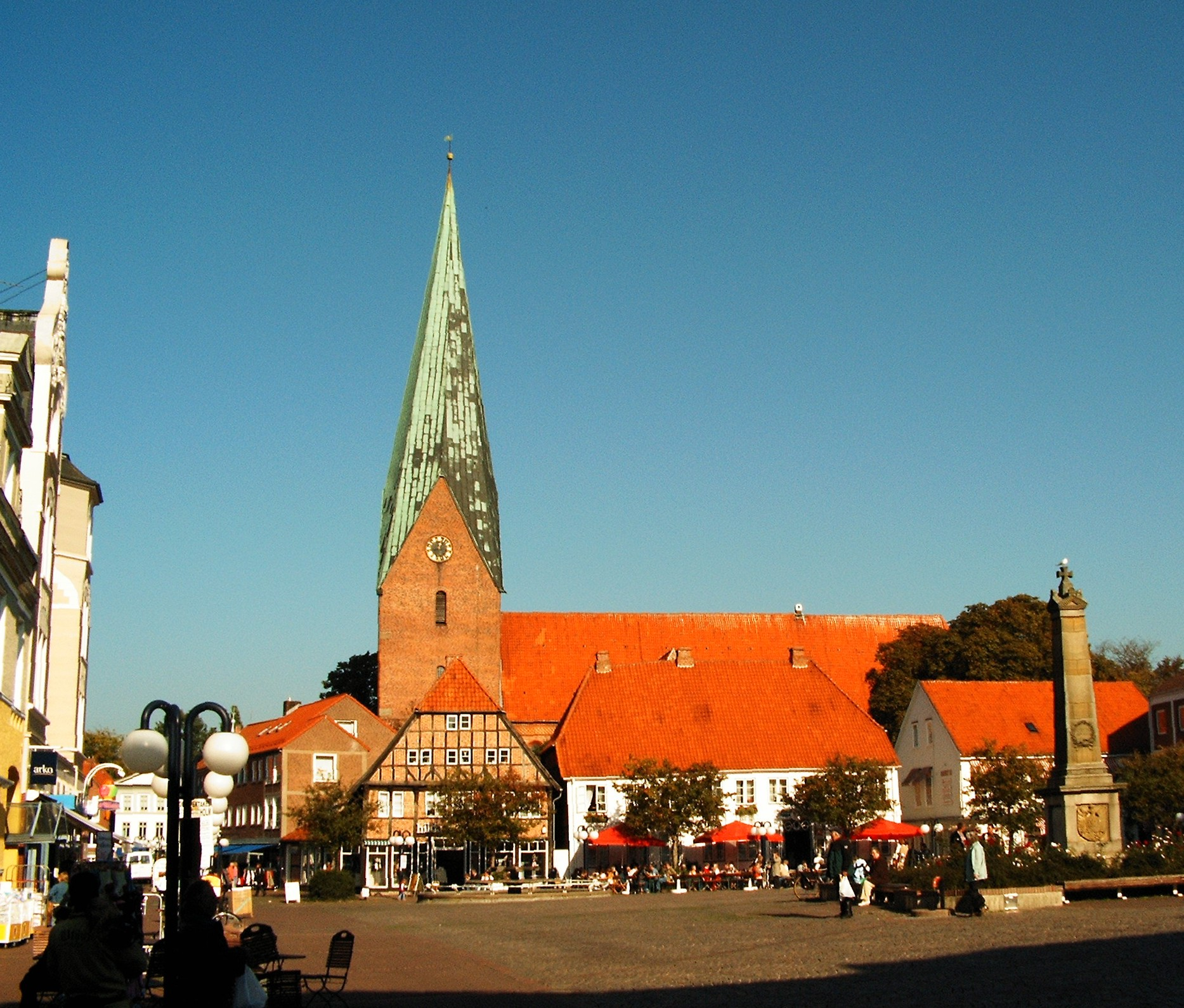
La colegiata de San Miguel, en Eutin, construida en estilo románico y terminada durante la época del obispo Bertoldo (1210-1230)

La sede de la diócesis se encontraba en la ciudad de Lübeck, en donde se halla la Catedral de los Santos Juan el Bautista y Nicolás, que pertenece al luteranismo desde 1531, siendo actualmente de la Iglesia evangélica luterana en el Norte de Alemania (filial de la Iglesia evangélica en Alemania).

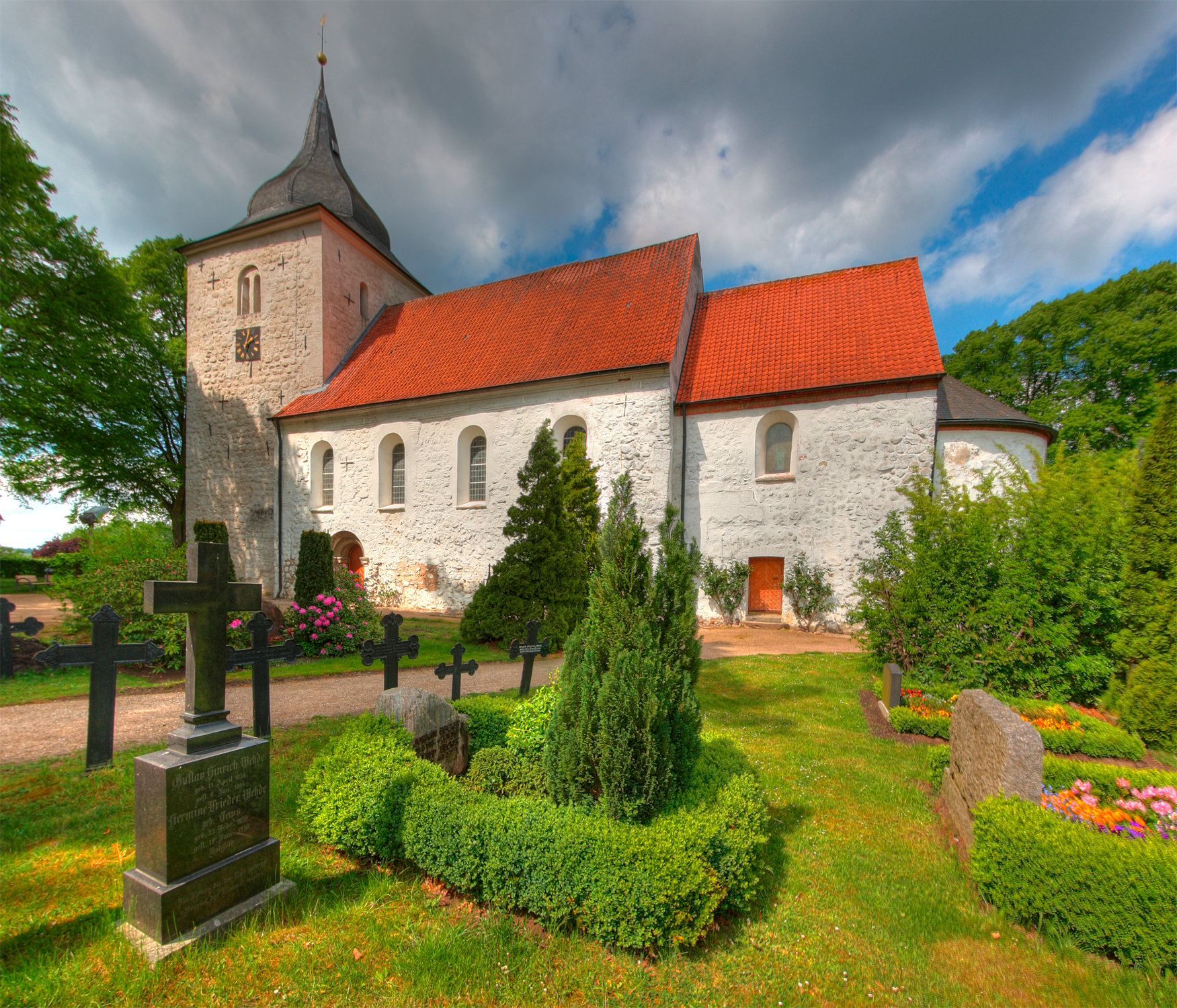
La iglesia de San Pedro, en Bosau, construida por el obispo san Vicelino, fue ocasionalmente la sede de los obispos de Oldenburg entre 1151 y 1156

En 1524 en la diócesis existían 57 parroquias.

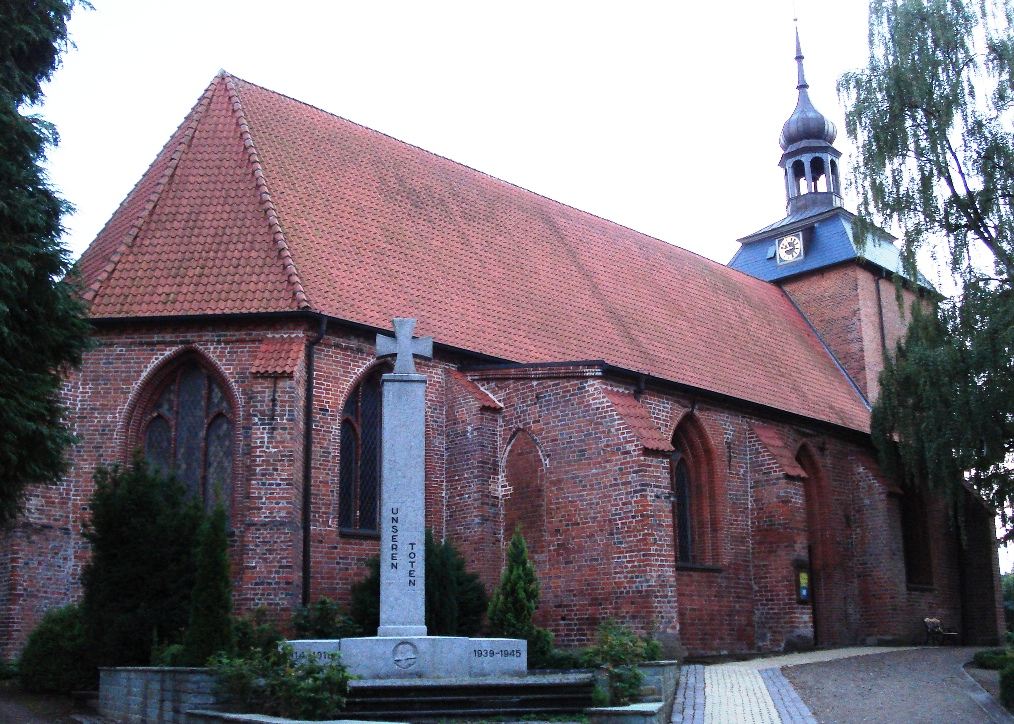
Iglesia del monasterio cisterciense de Ahrensbök

## Historia

### Primeros intentos
En el siglo X, Oldenburg, situada en el extremo oriental de Holstein era la capital de los wagri, una tribu pagana de los wendos, que la llamaban Stargard o Starigard. Tras una expedición militar, el emperador Otón I de Sajonia encargó al arzobispo Adaldag de Bremen-Hamburgo la fundación de una diócesis para con el propósito de cristianizar las áreas de asentamiento abodríticas en lo que hoy es Holstein Oriental y Mecklemburgo. Adaldag fundó allí la diócesis de Oldenburg, sufragánea de la arquidiócesis de Bremen-Hamburgo, de cuyo territorio había sido separada.
La fundación de la diócesis fue, sin embargo, efímera, sobre todo porque no estuvo acompañada de una verdadera evangelización de las poblaciones subyugadas. Cuando los príncipes wagris se rebelaron contra el poder imperial, esto significó el regreso al paganismo de las diversas tribus de los wendos. Hacia el año 990 el obispo Volkward tuvo que abandonar la diócesis y su sucesor Reginbert no pudo residir en Oldenburg y fijó su sede en Mecklemburg. Hacia mediados del siglo XI la acción misionera pareció tener cierto éxito, se fundaron algunas abadías, los obispos pudieron regresar a su sede y el número de conversos aumentó.
Hacia mediados del siglo XI la acción misionera pareció tener cierto éxito, se fundaron algunas abadías, los obispos pudieron regresar a su sede y el número de conversos aumentó. El arzobispo de Bremen hizo un nuevo comienzo en el año 1043, cuando el príncipe eslavo cristiano Gottschalk se convirtió en cogobernante de la asociación tribal abodrítica e intentó convertir a su pueblo al cristianismo. Después de la muerte del obispo Abelino (circa 1052), el arzobispo de Bremen, Adalberto, para hacer más eficaz la actividad de los misioneros, decidió erigir otras dos diócesis en el territorio de Oldenburg: las diócesis de Mecklenburg (sede trasladada más tarde a Schwerin) y Ratzeburgo.

### Traslado a Lübeck
Sólo con una cruzada específica la religión cristiana se impuso por la fuerza de las armas a las poblaciones de los wendos. En 1149, con el apoyo del arzobispo Hartwig de Bremen-Hamburgo, se nombró un nuevo obispo para Oldenburg, san Vicelino, que ya trabajaba como misionero entre aquellas tribus y había fundado el monasterio de Segeberto en 1136. Sin embargo, por razones políticas, Vicelino no pudo tomar posesión de la ciudad episcopal, que permaneció en su mayor parte pagana y en un estado miserable.
Su sucesor Geroldo se estableció inicialmente en Eutin, hasta que el duque sajón Enrique el León, por iniciativa propia, trasladó la sede episcopal de Oldenburg a Lübeck, que había pasado a formar parte de sus posesiones en 1157. En julio de 1163 Geroldo consagró la nueva Catedral de Lübeck.
Cuando el Ducado de Sajonia se disolvió en 1180, los territorios propiedad de los obispos de Lübeck ganaron inmediación imperial y así se convirtieron en un estado del Imperio (Reichsunmittelbar). Desde ese momento los obispos tuvieron el título de príncipes obispos. El territorio sobre el que ejercían jurisdicción política era menor que el de la diócesis y se concentraba principalmente en torno a la ciudad de Eutin, que después de 1226 se convirtió en la capital del principado eclesiástico y en la residencia principal de los obispos.
El 25 de septiembre de 1188, mediante el breve Ex iniuncto nobis del papa Clemente III, la diócesis de Lübeck pasó a formar parte de la provincia eclesiástica de la arquidiócesis de Bremen, donde había sido trasladada la sede de Hamburgo, junto con las diócesis de Ratzeburg, Schwerin y Schleswig.
Una organización territorial en parroquias se conoce sólo a partir de la segunda mitad del siglo XII. En 1163 había 15 parroquias en el territorio diocesano, excluida la ciudad episcopal; en 1200 había 21, mientras que en 1259 se registraron 45 iglesias parroquiales; finalmente en 1524, antes de su supresión, la diócesis contaba con 57 parroquias. La diócesis también tenía cinco monasterios de hombres y tres monasterios de mujeres; entre ellos se encuentran los monasterios cistercienses de Reinfeld y Ahrensbök, fundados en el siglo XII y en 1397 respectivamente; los monasterios benedictinos de Cismar y Preetz cerca de Kiel, fundados en el siglo XIII; el monasterio agustino de Santa Ana y el monasterio benedictino de San Juan, ambos en Lübeck.
Entre 1250 y 1350, después de que Lübeck se convirtiera en ciudad libre del Imperio, liberándose así del poder temporal de los obispos, se construyó la Marienkirche, la segunda parroquia de la ciudad después de la catedral, que pronto se convirtió en el edificio religioso más importante, símbolo del poder y la prosperidad de la ciudad hanseática.

### Reforma protestante
En el siglo XVI también en la diócesis de Lübeck, como en la mayoría de las Iglesias del norte de Alemania, se afianzó la Reforma protestante, lo que puso fin a la historia de la diócesis católica debido a la transición de las parroquias a la nueva confesión religiosa. La Reforma fue introducida en 1530 y las ordenanzas luteranas se implementaron en la ciudad de Lübeck en 1531 y en el resto de la diócesis en 1542. 
Después de que en 1531 el consejo y los ciudadanos acordaran introducir en Lübeck la orden eclesiástica protestante de Johannes Bugenhagen, el obispo Heinrich Bockholt perdió cada vez más influencia en Lübeck y se retiró por completo a Eutin. Cuando las tropas de Lübeck al mando de Marx Meyer atacaron a Eutin a finales de mayo de 1534, en relación con la disputa condal, este huyó a Hamburgo, donde murió envenenado el 15 de marzo de 1535, con lo que finalizó el episcopado católico de Lübeck. La Santa Sede continuó confirmando a los obispos nombrados por el capítulo catedralicio, aunque todos eran abiertamente luteranos a partir de Detlev von Reventlow, hasta Eberhard von Holle, confirmado el 31 de agosto de 1562 y fallecido el 5 de julio de 1586. Ya a principios del siglo XVIII había cuatro católicos entre los treinta miembros del cabildo catedralicio.
El principado episcopal de Lübeck continuó sobreviviendo hasta su disolución en 1803, el único caso en todo el Imperio entre las diócesis que se convirtieron al luteranismo en tener un príncipe-obispo.

## Episcopologio

### Obispos con el título de Oldenburg
- San Vicelino † (25 de septiembre de 1149 consagrado-12 de diciembre de 1154 falleció)
- Gerold von Oldenburg/Lübeck † (19 de junio de 1155 consagrado-13 de agosto de 1163 falleció)

### Obispos de Lübeck
- Konrad von Riddagshausen † (1 de febrero de 1164-17 de julio de 1172 falleció)
- Heinrich von Bruxelles † (1172-29 de noviembre de 1182 falleció)
- Konrad † (mayo de 1183-después del 16 de noviembre de 1184 renunció)
- Dietrich † (4 de diciembre de 1186-23 de agosto de 1210 falleció)
- Berthold † (1210-15 de abril de 1230 falleció)
- Johannes † (1231-8 de marzo de 1247 falleció)
- Albert Suerbeer, O.P. † (9 de julio de 1247-1253 nombrado arzobispo de Riga)
- Johannes von Diest, O.F.M. † (4 de marzo de 1254-1259 falleció)
- Johannes von Tralau † (1260-4 de enero de 1276 falleció)
- Burkhard von Serkem † (6 de enero de 1276-13 de marzo de 1317 falleció)
- Heinrich Bochholt † (marzo de 1317-1 de marzo de 1341 falleció)
- Johannes Mul † (21 de abril de 1343-23 de agosto de 1350 falleció)
- Bertram Cremon † (30 de noviembre de 1350-6 de enero de 1377 falleció)
- Nikolaus von Meissen, O.P. † (4 de marzo de 1377-19 de marzo de 1379 nombrado obispo de Meissen)
- Konrad von Geisenheim † (1379-30 de mayo de 1386 falleció)
- Johannes von Klenedenst † (1 de septiembre de 1386-3 de agosto de 1387 falleció)
- Eberhard Attendorn † (10 de diciembre de 1387-21 de marzo de 1399 falleció)
- Johannes Dülmen † (14 de junio de 1399-1 de enero de 1420 falleció)
- Johannes Schele † (13 de marzo de 1420-8 de septiembre de 1439 falleció)
- Nikolaus Sachau † (16 de enero de 1441-11 de octubre de 1449 falleció)
- Arnold Westphal † (16 de enero de 1450-31 de enero de 1466 falleció)
- Albert Krummendiek † (2 de junio de 1466-27 de octubre de 1489 falleció)
  - Thomas Grote † (7 de febrero de 1490-1492 renunció) (obispo electo)
- Dietrich Arndes † (27 de febrero de 1492-16 de agosto de 1506 falleció)
- Wilhelm Westphal † (27 de noviembre de 1506-31 de diciembre de 1509 falleció)
- Johannes Grimholt † (8 de abril de 1510-27 de mayo de 1523 falleció)
- Heinrich Bockholt † (31 de agosto de 1523-15 de marzo de 1535 falleció)[nota 2]
- Detlev von Reventlow † (20 de diciembre de 1535-12 de mayo de 1536 falleció)
- Balthasar Rantzau † (22 de diciembre de 1536-mayo de 1547 falleció)
- Jodokus Hodfilter † (14 de diciembre de 1548-28 de abril de 1551 falleció)
- Theodor von Rheden † (15 de junio de 1551-1555 renunció)
  - Andreas von Barby † (1555-12 de agosto de 1559 falleció) (obispo electo)
- Johannes Tiedemann † (29 de noviembre de 1560-17 de abril de 1561 falleció)
- Eberhard von Holle † (31 de agosto de 1562-5 de julio de 1586 falleció)
  - Sede suprimida